# Braya humilis
Braya humilis är en korsblommig växtart som först beskrevs av Carl Anton von Meyer, och fick sitt nu gällande namn av Benjamin Lincoln Robinson. Braya humilis ingår i släktet fjällkrassingar, och familjen korsblommiga växter.

## Underarter
Arten delas in i följande underarter:
- B. h. ellesmerensis
- B. h. humilis
- B. h. maccallae
- B. h. porsildii